# ديبرا دي بلازي
ديبرا دي بلازي (بالإنجليزية: Debra Di Blasi)‏ (27 مايو 1957)؛ روائية أمريكية.